# Malaconothrus dipankari
Malaconothrus dipankari är en kvalsterart som beskrevs av Saha och Pranabes Sanyal 1996. Malaconothrus dipankari ingår i släktet Malaconothrus och familjen Malaconothridae. Inga underarter finns listade i Catalogue of Life.